# 박제천
박제천(朴堤千, 1945년 3월 23일~2023년 6월 10일)은 대한민국의 문학가 겸 문화예술인이다. 서울특별시 출신이며, 아호(雅號)는 방산(芳山), 택호(宅號)는 방산재(芳山齋)이다.

## 학력
- 1962년: 성동고등학교 졸업.
- 1963년: 동국대학교 국문학과 입학. 동국문학회장(2~3학년).
- 1966년: 4학년 1학기 수료 후 육군에 입대(1969년 만기 전역). 복학 포기.

## 경력
- 1965~1966년: ＜현대문학＞ 신인추천제 시 부문 완료.
- 1969~1972년: 주부생활사 등 잡지사 기자 역임.
- 1972~1976년: 신태양사·동서문화사 등 출판사 편집장 역임.
- 1976~1994년: 한국문화예술진흥원 근무(자료관장, 홍보출판부장, 문학미술부장, 문화총괄부장, 조사연구부장등).
- 1983~1994년: ＜시정신＞(구명 ＜손과 손가락＞) 동인 참여.
- 1984년: I.W.P.(국제 창작프로그램: 미국 아이오와대 소재) 초청시인.
- 1987~1989년: 한국문인협회 문예대학 강사.
- 1988년: 문학아카데미 창립, 대표. 방산사숙 개설.
- 1989년: 문학아카데미 출판사 개설.
- 1995년: 월간 ≪문학과창작≫ 창간(2004년 계간으로 변경).
- 1995~2003년: 동국대 강사(문창과, 문예대학원).
- 1995~2006년: 추계예대 강사.
- 2001~2005년: 성균관대 강사.
- 2000~2003년: 경기대 문창과 대우교수.
- 2003~2008년: 동국문학인회 회장.
- 2004~2008년: 동국대 문창과 겸임교수.
- 2010년: 동국대 문예대학원 문예창작학과 출강.
- 2011년: 동국대 대학원 국문과 출강.

## 시집
- 1975년: 제1시집 ≪장자시≫ (예문관) 출간.
- 1979년: 제1시집 ≪장자시≫ 재간행(연희).
- 1988년: 제1시집 ≪장자시≫ 1, 2권으로 분책 재간행(문학사상사).
- 1979년: 제2시집 ≪心法≫ 출간(연희), 문예진흥원 지원도서, 제24회 현대문학상 수상(시 부문).
- 1981년: 제3시집 ≪律≫ 출간(문학예술사), 제14회 한국시협상 수상.
- 1984년: 제4시집 ≪달은 즈믄 가람에≫ 출간(문학세계사), 문화공보부 추천도서, 제4회 녹원문학상 수상(시 부문).
- 1987년: 제5시집 ≪어둠보다 멀리≫ 출간(오상), 제22회 월탄문학상 수상.
- 1988년: 제6시집 ≪노자시편≫ 출간(문학사상사).
- 1989년: 제7시집 ≪너의 이름 나의 시≫ 출간(문학아카데미), 제4회 윤동주문학상 본상 수상(붉은 울음꽃).
- 1992년: 제8시집 ≪푸른 별의 열두 가지 지옥에서≫ 출간(청하), 제5회 동국문학상 본상 수상(1991년).
- 1995년: 제9시집 ≪나무 사리≫ 출간(문학아카데미), 문화체육부 추천도서.
- 2001년: 제10시집 ≪SF—교감≫ 출간(문학아카데미), 문예진흥원 지원도서. 제5회 공초문학상 수상.
- 2007년: 제11시집 ≪아,≫ 출간(문학아카데미), 문화관광체육부 우수교양도서 선정, 펜문학상 특별상 수상.
- 2008년: 펜문학상 특별상 수상.
- 2010년: 제12시집 ≪달마나무≫ 출간(문학아카데미).

## 시선집
- 1983년: 시선집 ≪세번째 별≫ 출간(고려원). 제2회 ＜이 달의 책＞ 수상.
- 1987년: 시선집 ≪꿈꾸는 판화≫ 출간(문학사상사).
- 1988년: 시선집 ≪스물세 살의 가을≫ 출간(예전사).
- 1991년: 시선집 ≪하늘꽃≫ 출간(미래사).
- 2005년: 박제천 시전집(문학아카데미, 전집 5권 및 별책 1권) 출간. 6·27 세종문화회관 세종홀에서 출판기념회.
  - 1권 초기 시집(장자시, 심법, 율).
  - 2권 중기 시집(달은 즈믄 가람에, 어둠보다 멀리, 노자시편, 너의 마음 나의 시).
  - 3권 근작 시집(푸른 별의 열두 가지 지옥에서, 나무 사리, SF-교감, 근작 심우도 및 시극).
  - 4권 노장시학년:자작시 해설.
  - 5권 방산담론년:박제천 시 읽기(강우식, 홍신선 편).
  - 별책 ≪109인 등단 대표시집≫(방산사숙 출신 시인 등단작 및 대표작).
- 2011년: 시선집 ≪밀짚모자 영화관≫ 출간(도서출판 시월).

## 번역시집
- 1984년: 영역시집 ≪The Mind &Other Poems≫ 출간(영, 불, 스페인, 중, 일 등 번역 합본, 문장사).
- 1987년: 영역시집 ≪Korean Poetry 1≫ 6인 선집 출간(고창수 영역. 김춘수, 정한모, 김현승, 신동집, 박제천, 고창수 6인 선집, 서울 국제출판사).
- 1997년: 영역시집 ≪Sending the Ship out to the Stars≫ 출간(고창수 영역. 미국 코넬대 Cornell East Asia Series 88).
- 2002년: 베트남어 번역 시집 ≪한국현대시인 5인 선집≫ 출간(베트남 시인 응우옌 쾅티우가 번역한 시선집. 박제천, 고은, 김광규, 김지하, 신경림 5인 선집. 베트남작가동맹출판사).
- 2007년: 스페인어 번역 시집 ≪La Cancion del Dragon y otros poemas≫ 출간(민용태 번역, 스페인 베르붐).
- 2008년: 중국어 번역 시집 ≪한국현대시 7인선≫ 출간(김금용 시인이 번역한 시선집. 김남조, 정진규, 박제천, 이승훈, 문효치, 문정희, 조정권 7인 선집. 시와 진실).
- 2009년: 일본어 번역 시집 ≪장자시(莊子詩)≫ 출간(고정애 일역, 일본 유스리카).
  - 프랑스어 번역 시집 ≪Dharma poemes≫ 출간(Antoine Coppola·고창수 공역, Sombres Rets).

## 번역 시집 편저
- 2000년: 일역 ≪한국시 35인선≫ 편저, 고정애 번역(문학아카데미).
- 2006년: 영역 ≪한국현대시 99인선≫ 편저, 고창수 번역(문학아카데미), 국제펜한국본부 번역문학상 수상.
- 2007년: 일역 ≪105 한국 시인선≫ 편저, 고정애 번역(문학아카데미), 국제펜한국본부 번역문학상 수상.
  - 프랑스어 번역 ≪35인 불역시 선집≫ 편저(Antoine Coppola, 고창수 번역, Sombres Rets 출판)

## 저서 및 편저
- 1993년: ≪마음의 샘≫ 출간(문학아카데미), 출협 청소년 추천도서.
- 1994년: ≪시를 어떻게 쓸 것인가≫ 출간(강우식 공저, 문학아카데미), 문화체육부 추천도서.
- 1995년: ≪어린이 글짓기 소프트 200≫ 출간(이탄 공편, 문학아카데미), 간행물윤리위원회 청소년 추천도서.
- 1997년: ≪시를 어떻게 고칠 것인가≫ 출간(문학아카데미), 2004년 개정 증보판 발간.
- 1998년: ≪한국의 명시를 찾아서≫ 출간(문학아카데미), 대한출판문화협회 청소년 도서.
- 1999년: ≪시를 어떻게 완성할 것인가≫ 출간(문학아카데미).

## 절판 저서 및 편저
- 1983년: ≪영혼의 날개≫ 출간(민족문화사), 증보판 ≪시를 어떻게 완성할 것인가≫에 통합.
- 1985년: ≪명심보감선≫ 출간(샘터), 도서잡지윤리위원회 청소년 교양도서, 증보판 ≪마음의 샘≫에 통합.
- 1985년: ≪채근담≫ 출간(샘터), 증보판 ≪마음의 샘≫에 통합.
- 1988년: ≪시창작강의≫ 출간(강우식 공저, 작가정신), 증보판 ≪시를 어떻게 쓸 것인가≫에 통합.
- 1989년: ≪시창작방법론≫ 출간(강우식 공저, 작가정신).
- 1989년: ≪꿈꾸는 삶의 불꽃≫ 출간(문학아카데미), 증보판 ≪한국의 명시를 찾아서≫에 통합.

## 문학상 수상(8회)
- 1979년: 제24회 현대문학상 수상(시 부문).
- 1981년: 제14회 한국시협상 수상.
- 1983년: 제4회 녹원문학상 수상(시 부문).
- 1987년: 제22회 월탄문학상 수상.
- 1989년: 제4회 윤동주문학상 본상 수상.
- 1991년: 제5회 동국문학상 본상 수상.
- 1997년: 제5회 공초문학상 수상.
- 2008년: 펜문학상 특별상 수상.

## 기타 수상(7회)
- 1999년: 계간 ＜문학과창작＞ 문화관광부 우수잡지 선정.
- 2005년: 계간 ＜문학과창작＞ 한국잡지협회 우수 전문잡지 선정.
- 2005년: 자랑스러운 성동인(성동고 총동문회)에 선정.
- 2006년: 계간 ＜문학과창작＞ 한국잡지언론상(편집부부문: 송정란 편집국장), 영역 ≪한국현대시 99인선≫(편저, 고창수 번역) 국제펜한국본부 번역문학상 수상.
- 2007년: 일역 ≪105 한국 시인선≫(편저, 고정애 번역) 국제펜한국본부 번역문학상 수상.
- 2008년: 계간 ＜문학과창작＞ 서울시장 표창.

## 기타
- 1975년: 시극 ＜새타니＞(이언호 합작) 공연(극단 에저또, 방태수 연출).
- 1976년: 문예진흥원 위촉 민족문학대계 수록용 장시 ≪판각사의 노래≫

## 집필
- 1979년: 시극 ＜새타니＞(이언호 합작) 공연(극단 거론, 김창화 연출).
- 1979년: 시극 ＜판각사의 노래＞ 공연(극단 76소극장, 김창화 연출).
- 2004년: 천태종 칸타타(상월원각대조사, 전 15막, 송정란 합작, 이상규 작곡) 공연.